# Julius Hofmann

Julius Hofmann

Julius Hofmann (* 20. Dezember 1840 in Triest; † 5. August 1896 in München) war ein österreichischer Architekt des Historismus. Vom bayerischen König Ludwig II. wurde er zunächst mit der Innenausstattung der Schlösser Neuschwanstein und Herrenchiemsee beauftragt, ab 1884 leitete er sämtliche Bauprojekte Ludwigs II. Nach dem Tod des Königs wurde ihm vom Prinzregenten Luitpold von Bayern auch die Bauleitung für die restlichen Hofbauten übertragen.

## Leben

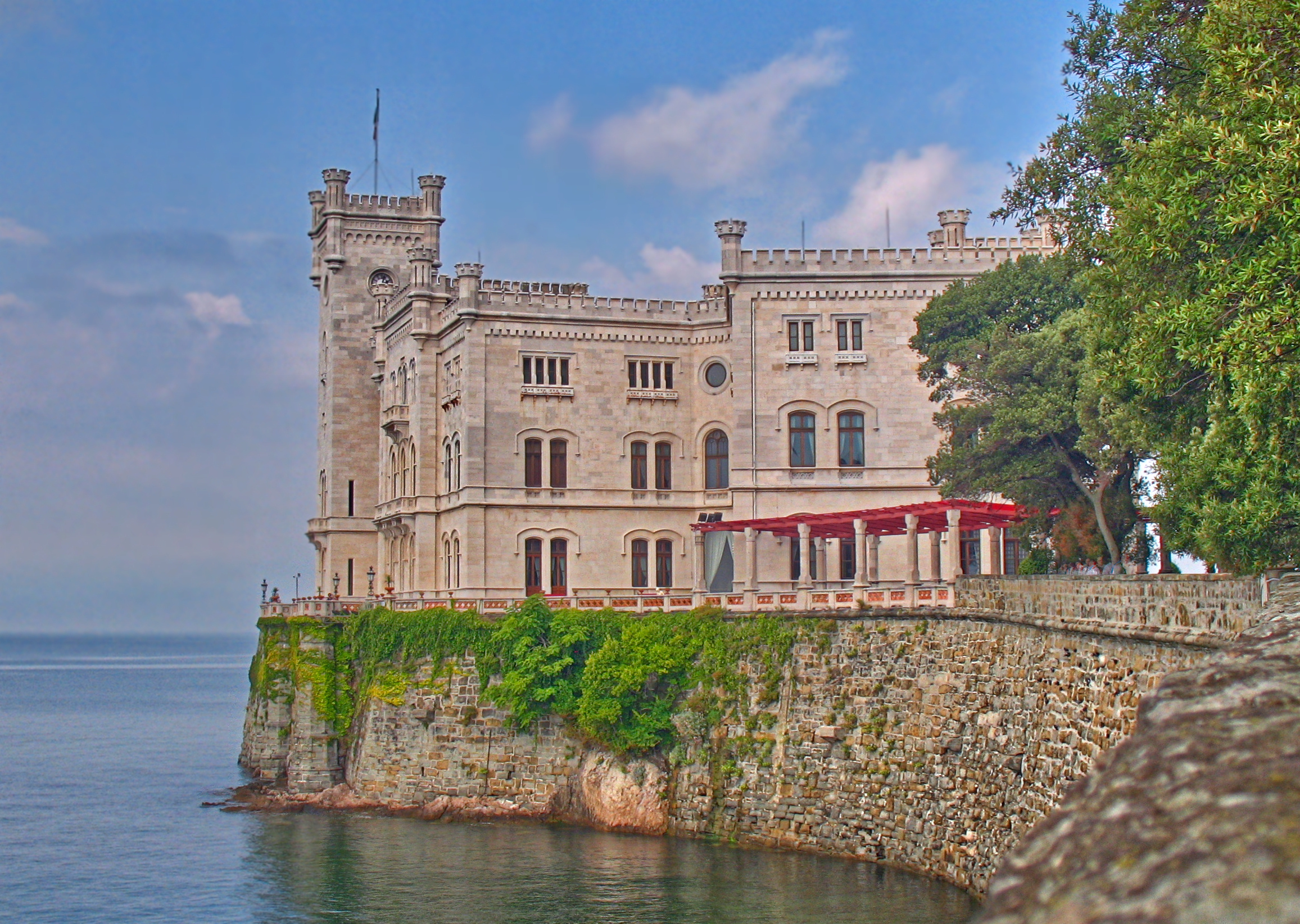
Schloss Miramare

Julius Hofmann, ein Sohn des Bildhauers Franz Hofmann, wurde in Wien ausgebildet. Ab 1858 arbeitete er im Auftrag von Erzherzog Maximilian gemeinsam mit seinem Vater an der Ausstattung des Schlosses Miramare bei Triest. 1864 folgte er Maximilian nach Mexiko, um in dessen Auftrag Schloss Chapultepec in Mexiko-Stadt gemeinsam mit anderen Architekten zur kaiserlichen Residenz umzugestalten. Zum Zeitpunkt von Maximilians Hinrichtung 1867 befand sich Hofmann wieder in Europa, wo er im Auftrag Maximilians das ehemalige Benediktinerkloster auf der Insel Lokrum bei Dubrovnik restaurieren sollte.
Nach Maximilians Tod verlor Hofmann seine Stelle als Hofarchitekt. Er ging nach München, wo er Entwürfe für verschiedene Glasmalereien fertigte. Durch seine Arbeiten für Schloss Linderhof wurde Georg von Dollmann auf ihn aufmerksam, der Hofmann mit dem Entwurf der Innenausstattung der Schlösser Neuschwanstein und Herrenchiemsee beauftragte. Nach der Entlassung Dollmanns wurde Hofmann 1884 von Ludwig II. zum Hofbaurat ernannt und mit der Bauleitung für alle Projekte Ludwigs II. beauftragt. In dieser Funktion gestaltete er unter anderem das Schlafzimmer in Schloss Linderhof um und entwarf den nur im Rohbau fertiggestellten Hubertus-Pavillon bei Schloss Linderhof. Ungebaut blieben seine Entwürfe für Schloss Falkenstein bei Pfronten, für ein byzantinisches Schloss und für einen chinesischen Palast.
Nach dem Tod Ludwigs II. wurde Hofmann 1886 von Prinzregent Luitpold zum Oberhofbaurat befördert; ihm wurde die Bauleitung für alle königlichen Bauten übertragen. 1892 konnte er die Arbeiten an der Kemenate von Schloss Neuschwanstein abschließen. In der Folge war er für die 1897 vollendete Neue Schatzkammer der Münchner Residenz verantwortlich. Zuvor hatte er den Sarkophag für Ludwig II. entworfen; auch die Stele am Todesort Ludwigs II. stammt aus seiner Hand. Die von ihm am selben Standort entworfene Votivkapelle wurde 1900 nach Hofmanns Tod von seinem Sohn Rudolf fertiggestellt.
Neben den Staatsaufträgen entwarf Hofmann auch einige Bauten für andere Auftraggeber. Zu ihnen zählen das 1892 fertiggestellte Schloss Seeburg in Weipertshausen und das Schloss Schwarzenfeld des Grafen Max von Holnstein in Schwarzenfeld.

## Grabstätte

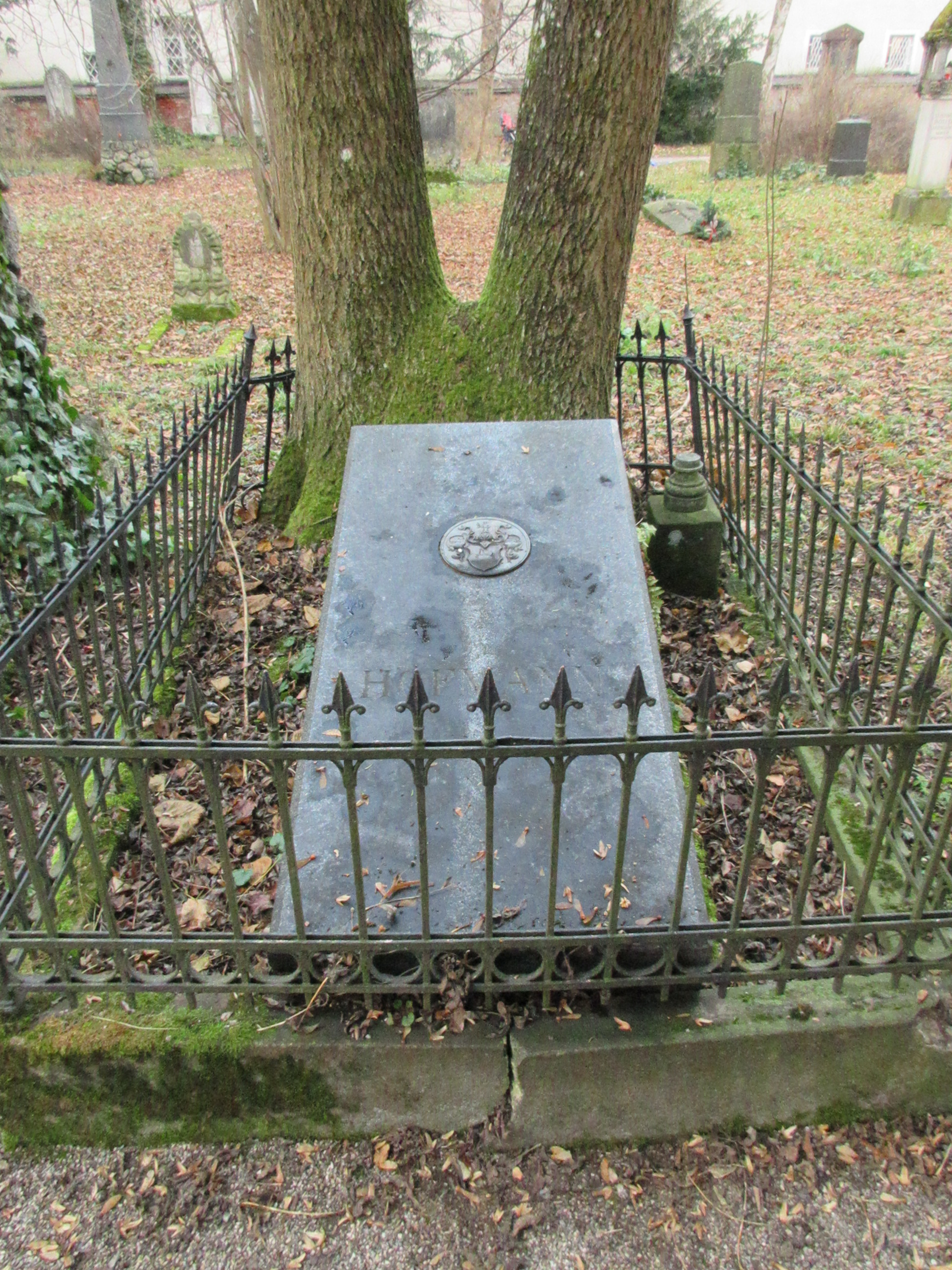
Grab von Julius Hofmann auf dem Alten Südlichen Friedhof in München

Die Grabstätte von Julius Hofmann befindet sich auf dem Alten Südlichen Friedhof in München (Gräberfeld 7 – Reihe 10 – Platz 40/41) Standort.

## Werke (Auswahl)
- Münchner Residenz: Neue Schatzkammer
- Schloss Chapultepec: Innenausstattung
- Schloss Falkenstein: Entwurf (nicht ausgeführt)
- Schloss Linderhof: Schlafzimmer, Hubertus-Pavillon (im Rohbau ausgeführt)
- Schloss Miramare: Innenausstattung
- Schloss Neuschwanstein: Innenausstattung
- Schloss Schwarzenfeld: Nebengebäude, Türme
- Schloss Seeburg in Münsing-Weipertshausen
- St. Michael in München: Sarkophag für Ludwig II.
- Votivkapelle für Ludwig II. in Berg am Starnberger See

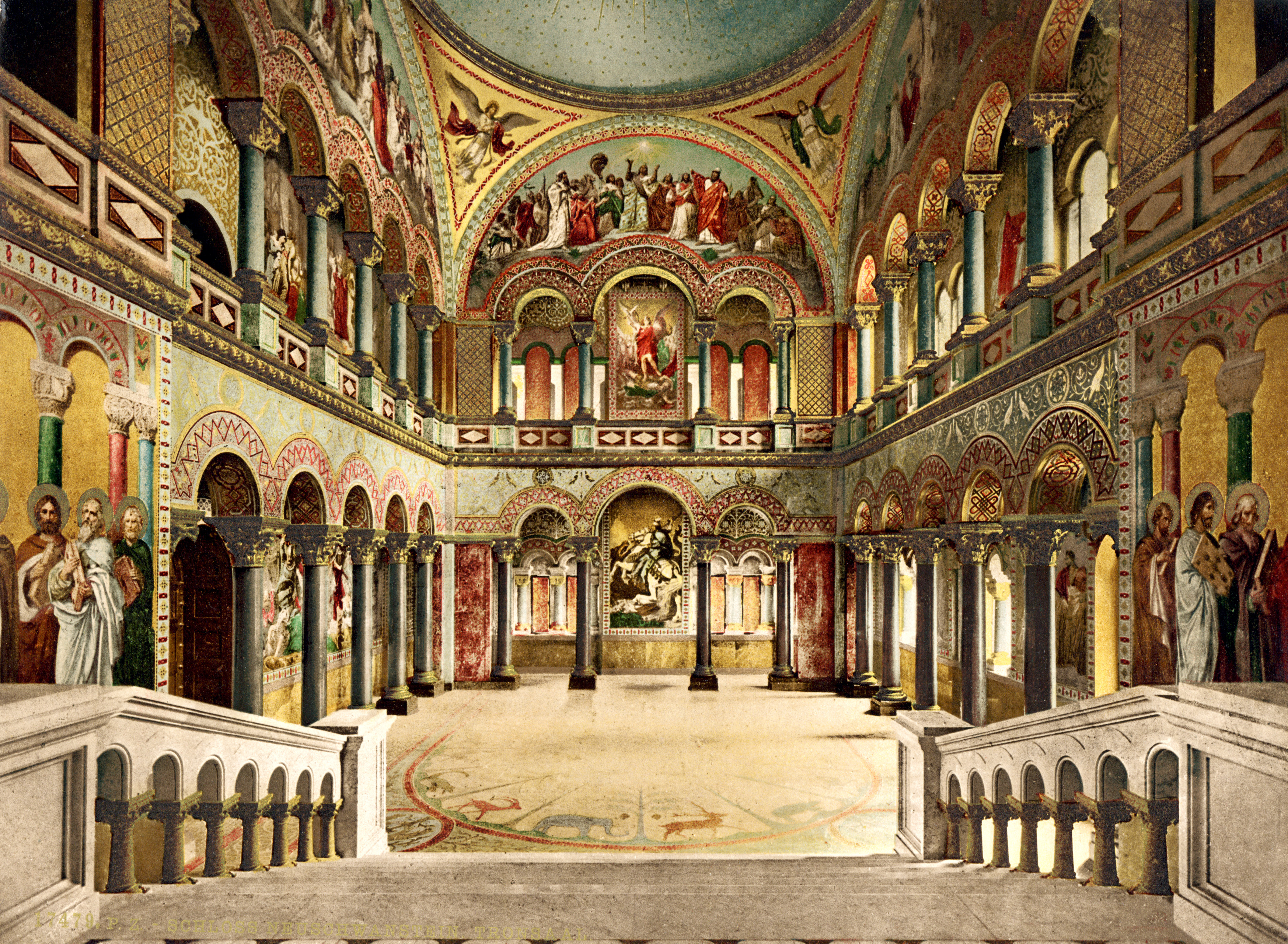
Schloss Neuschwanstein, Thronsaal
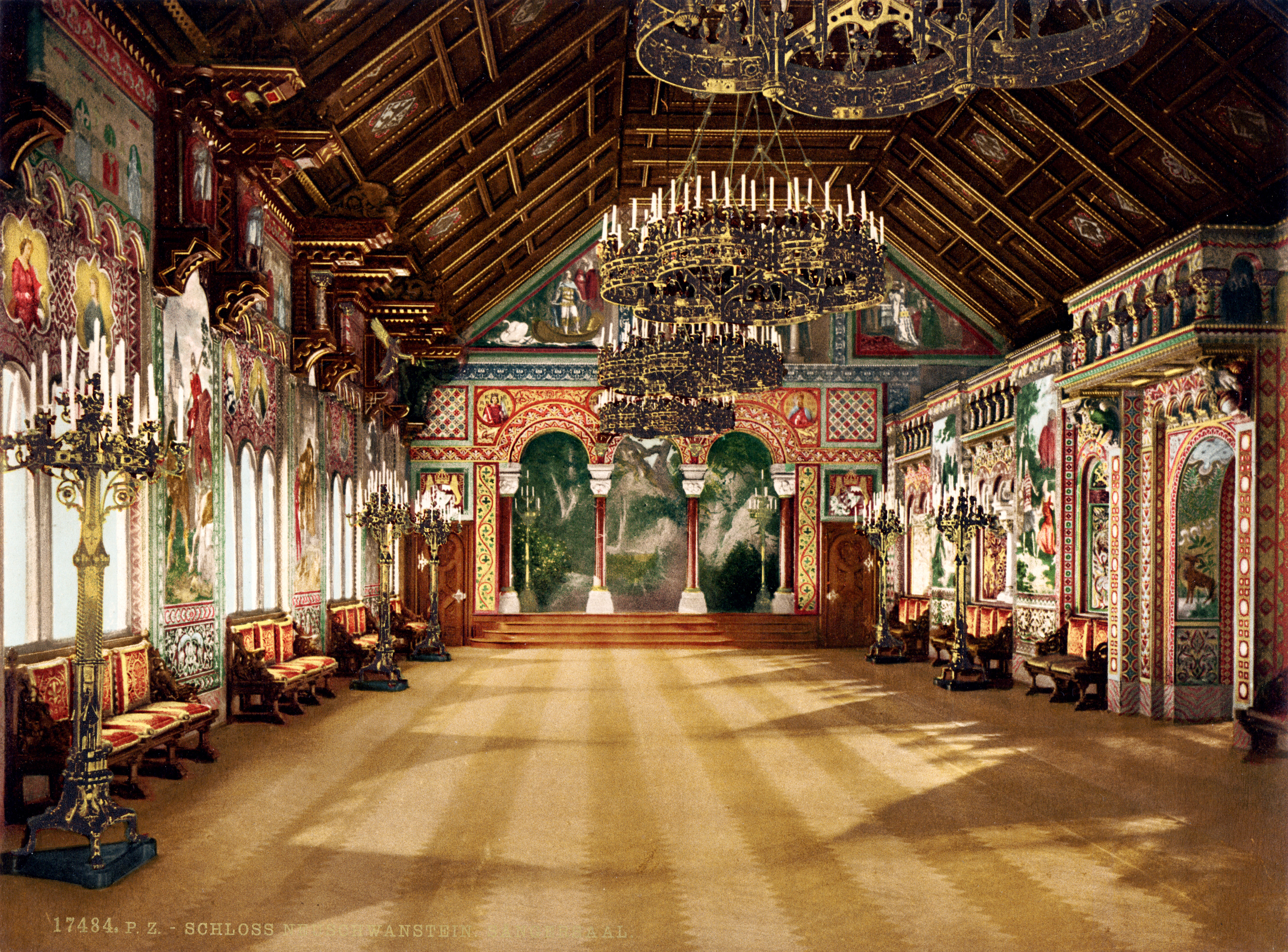
Schloss Neuschwanstein, Sängerhalle
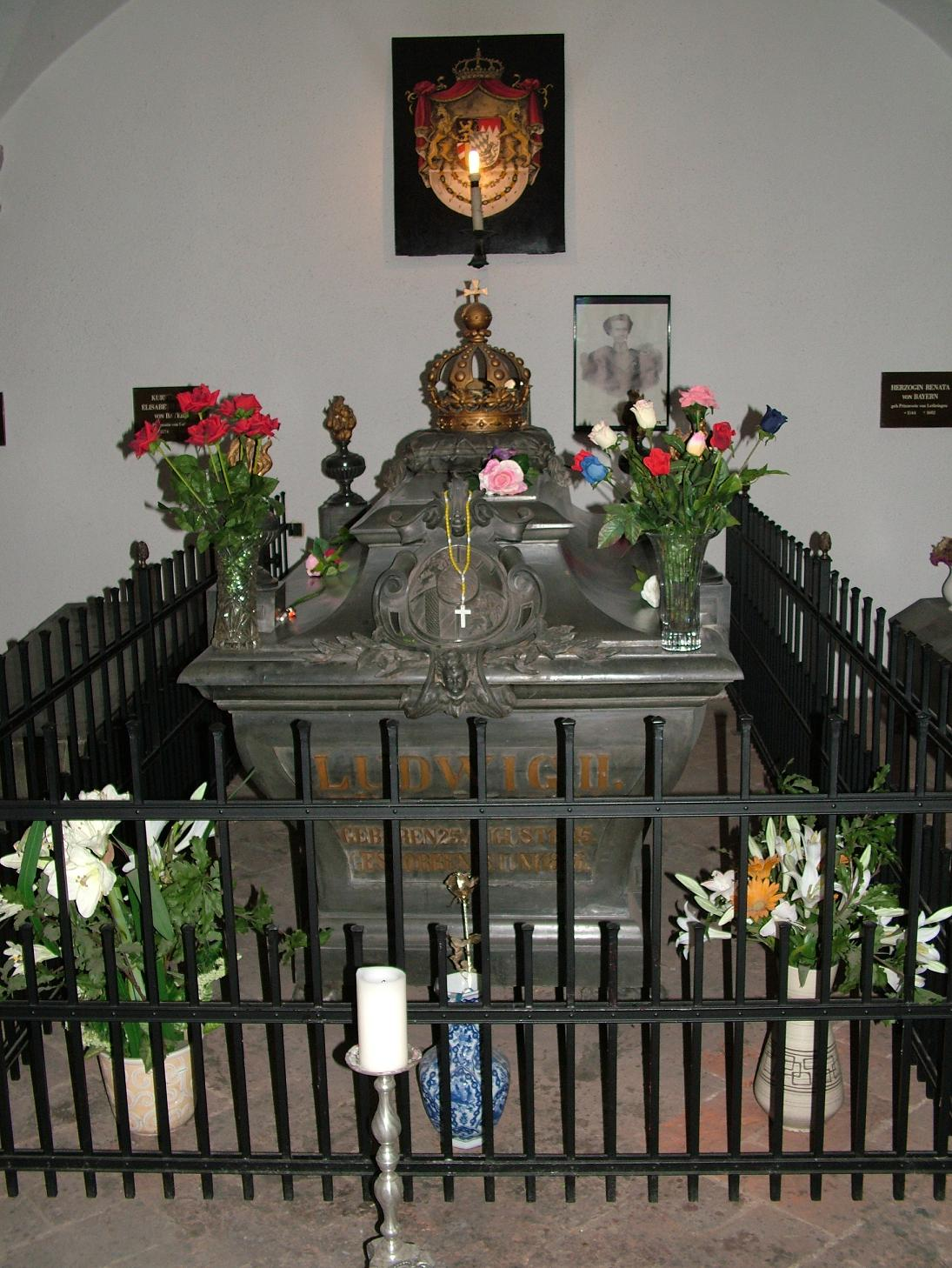
St. Michael in München: Sarkophag für Ludwig II.
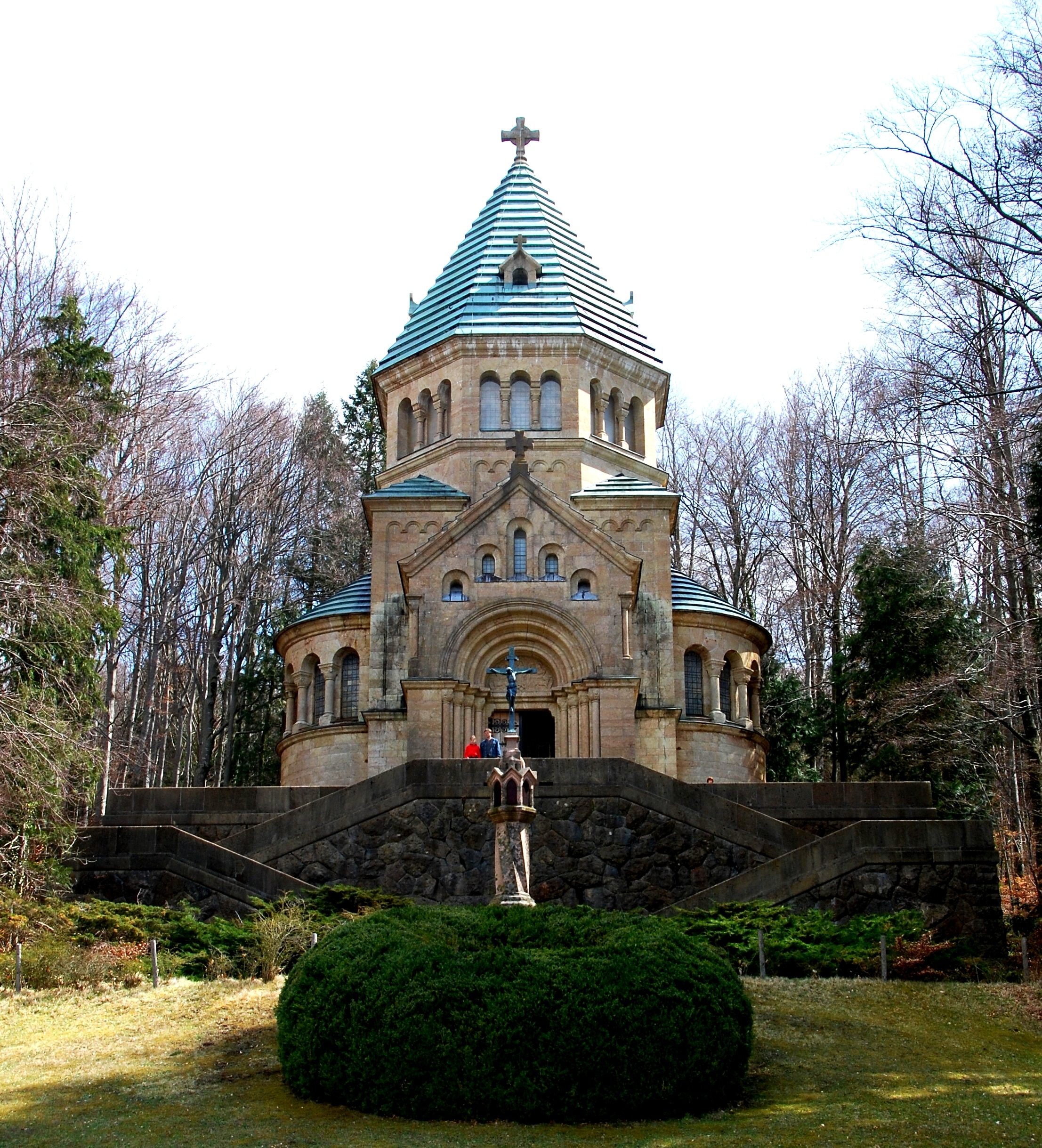
Berg am Starnberger See: Votivkapelle für Ludwig II.